# Waldemar Trombetta
Waldemar Antônio Trombetta, mais conhecido simplesmente por Waldemar Trombetta (25 de Julho de 1954) é um ex-remador olímpico brasileiro. Defendeu a bandeira brasileira em duas olimpíadas (Moscou-1980 e Seul-1988) e em dois Jogos Pan-Americanos, tendo sido medalhista de prata em 1979.
Trombetta começou a remar aos 19 anos e ao longo da carreira conquistou 6 títulos sul-americanos, cerca de 20 brasileiros e aproximadamente 30 cariocas.